# Ctenus convexus
Ctenus convexus este o specie de păianjeni din genul Ctenus, familia Ctenidae, descrisă de F. O. P.-cambridge, 1900. Conform Catalogue of Life specia Ctenus convexus nu are subspecii cunoscute.